# Saarländischer Städte- und Gemeindetag
Der Saarländischer Städte- und Gemeindetag (SSGT) ist der kommunale Spitzenverband im Saarland mit Sitz in Saarbrücken.

## Mitglieder und Aufgaben
Dem Verband gehören derzeit (Juli 2019) alle 52 Kommunen des Saarlands als ordentliche Mitglieder sowie drei weitere außerordentliche Mitglieder an. Bei den außerordentlichen Mitgliedern handelt es sich um den Entsorgungsverband Saar, die Ruhegehalts- und Zusatzversorgungskasse des Saarlandes  und die Unfallkasse Saarland.
Die Aufgaben des SSGT umfassen Folgendes:
- Wahrung und Stärkung der kommunalen Selbstverwaltung
- Vertretung der Interessen der saarländischen Städte und Gemeinden gegenüber Landesregierung, Landtag, Verwaltungsbehörden und sonstigen Stellen
- Beratung und Information seiner Mitglieder
- Förderung des Erfahrungsaustauschs zwischen den Mitgliedern
- Werben um Verständnis für kommunale Fragen und Belange in der Öffentlichkeit

## Aufbau und Organe
Der Verband ist als eingetragener Verein organisiert und in das Vereinsregister beim Amtsgericht Saarbrücken eingetragen. Gemäß § 7 seiner Satzung vom 6. März 1980 hat der SSGT folgende Organe:
- die Mitgliederversammlung,
- das Präsidium und
- den Vorstand.

## Mitgliedschaften
Der SSGT ist Mitglied im Deutschen Städtetag und im Deutschen Städte- und Gemeindebund.